# Cyril Bos
Cyril Bos (* 26. September 1972 in Mont-Saint-Aignan) ist ein ehemaliger französischer Radrennfahrer.
1990 gewann Cyril Bos das Straßenrennen Internationale 3-Etappen-Rundfahrt in Frankfurt.  Von 1997 bis 1998 war er als Profi auf der Straße aktiv und gewann in dieser Zeit gemeinsam mit dem Niederländer Henk Vogels das Duo Normand. Hauptsächlich fuhr er jedoch Rennen auf der Bahn. Mehrfach belegte er Podiumsplätze bei französischen Meisterschaften in der Einerverfolgung. 1996 (mit Francis Moreau, Jean-Michel Monin und Philippe Ermenault) sowie 1999 (mit Moreau, Ermenault und Jérôme Neuville) belegte er jeweils den dritten Rang bei Weltmeisterschaften in der Mannschaftsverfolgung. Bei den UCI-Bahn-Weltmeisterschaften 2000 wurde er in der Mannschaftsverfolgung nochmals Dritter (mit Neuville, Damien Pommereau und Philippe Gaumont). Im selben Jahr startete er bei den Olympischen Sommerspielen in Sydney und belegte mit dem französischen Bahnvierer Rang vier (mit Ermenault, Moreau und Neuville) in der Mannschaftsverfolgung. Bos gewann 1993 mit Serge Barbara das Amateur-Sechstagerennen von Grenoble.